# Diecezja Sées
Diecezja Sées – diecezja Kościoła rzymskokatolickiego w północnej Francji, w departamencie Orne w metropolii Rouen. Powstała w III wieku, a obecny kształt terytorialny uzyskała w roku 1801.